# 安东尼奥卡洛斯
安东尼奥卡洛斯是巴西米纳斯吉拉斯州的一个市镇。总面积525.025平方公里，总人口11563人，人口密度22人/平方公里。